# Municipio de Valley (Illinois)
El municipio de Valley (en inglés: Valley Township) es un municipio ubicado en el condado de Stark en el estado estadounidense de Illinois. En el año 2010 tenía una población de 293 habitantes y una densidad poblacional de 3,1 personas por km².

## Geografía
El municipio de Valley se encuentra ubicado en las coordenadas 41°1′3″N 89°41′47″O / 41.01750, -89.69639. Según la Oficina del Censo de los Estados Unidos, el municipio tiene una superficie total de 94.51 km², de la cual 94,51 km² corresponden a tierra firme y (0 %) 0 km² es agua.

## Demografía
Según el censo de 2010, había 293 personas residiendo en el municipio de Valley. La densidad de población era de 3,1 hab./km². De los 293 habitantes, el municipio de Valley estaba compuesto por el 96,93 % blancos, el 0,34 % eran amerindios, el 0,34 % eran asiáticos, el 0,34 % eran de otras razas y el 2,05 % eran de una mezcla de razas. Del total de la población el 2,05 % eran hispanos o latinos de cualquier raza.